# Charles Bell
Sir Charles Bell (n.  noiembrie 1774 - d. 28 aprilie 1842) a fost anatomist, chirurg, fiziolog și teolog scoțian.